# Clutching at Straws
Albums de Marillion
Misplaced Childhood
(1985) Seasons End
(1989)
Singles
1. Incommunicado
Sortie : 11 mai 1987
2. Sugar Mice
Sortie : 13 juillet 1987
3. Warm Wet Circles
Sortie : 26 octobre 1987

Clutching At Straws est le quatrième album studio du groupe de rock néo-progressif britannique Marillion. Il sort le 22 juin 1987 sur le label EMI et est produit par Chris Kimsey. C'est également le dernier album auquel le chanteur Fish participe. En effet, il se lance dans une carrière solo l'année suivante. En outre, une version remastérisée, incluant des faces B et des démos, sort en 1999.

## Historique
En 1985, Marillion se fait mondialement connaître par son album Misplaced Childhood. Pendant 2 ans, le groupe ne cesse d'écumer Europe et Amérique avant de décider d'enregistrer un nouvel album. En juin 1987, fatigué par d'incessantes représentations, le groupe parvient, dans un climat assez tendu entre Fish et les musiciens, à enregistrer l'album Clutching At Straws.
L'album est, pour beaucoup, l'un des plus réussis du groupe mais aussi le plus sombre. Fish, dans ces textes, développe le concept d'un écrivain alcoolique, nommé Torch, en manque d'inspiration. On y retrouve également une critique de la répression faite par l'Union des républiques socialistes soviétiques dans les pays de l'Est sur White Russian. 
Cet album rencontre un grand succès en Europe en se classant à la 2eplace des charts britanniques, à la 3e place des charts allemands, suisses et néerlandais. En France il se classe à la 20e place des meilleures ventes de disques, et le single Incommunicado est diffusé sur la radio NRJ durant l'été 1987. En Amérique du Nord, l'album est moins bien reçu, il n'atteint que la 103e place du Billboard 200 aux États-Unis et à la 81e place des charts canadiens.
Les trois singles Incommunicado, Warm Wet Circle et Sugar Mice rencontrent un vif succès au Royaume-Uni, se classant respectivement à la 6e, 22e et 22e des charts.

## Liste des titres

### Version originale CD
Toutes les musiques sont signés par Marillion, les textes sont de Fish
| No  | Titre                                    | Durée |
| --- | ---------------------------------------- | ----- |
| 1.  | Hotel Hobbies                            | 3:35  |
| 2.  | Warm Wet Circles                         | 4:25  |
| 3.  | That Time Of The Night (The Short Straw) | 6:00  |
| 4.  | Going Under                              | 2:47  |
| 5.  | Just for the Record                      | 3:09  |
| 6.  | White Russian                            | 6:27  |
| 7.  | Incommunicado                            | 5:16  |
| 8.  | Torch Song                               | 4:05  |
| 9.  | Slàinte Mhath                            | 4:44  |
| 10. | Sugar Mice                               | 5:46  |
| 11. | The Last Straw                           | 5:58  |
| 12. | Happy Ending                             | 0:15  |

### Version originale vinyle et K7
Mêmes titres que précédemment excepté Going Under

### CD remastérisé de 1999 (deuxième CD)
| No  | Titre                                | Auteur | Durée |
| --- | ------------------------------------ | ------ | ----- |
| 1.  | Incommunicado (version alternative)  |        | 5:57  |
| 2.  | Tux On (Face B du single Sugar Mice) |        | 5:13  |
| 3.  | Going Under (version étendue)        |        | 2:48  |
| 4.  | Beaujolais Day (démo)                |        | 4:51  |
| 5.  | Story from a Thin Wall (démo)        |        | 6:47  |
| 6.  | Shadows On The Barley (démo)         |        | 2:07  |
| 7.  | Sunset Hill (démo)                   |        | 4:21  |
| 8.  | Tic-Tac-Toe (démo)                   |        | 2:59  |
| 9.  | Voice In The Crowd (démo)            |        | 3:29  |
| 10. | Exile On Princess Street (démo)      |        | 5:29  |
| 11. | White Russian (démo)                 |        | 6:15  |
| 12. | Sugar Mice In The Rain (démo)        |        | 5:54  |

Les pistes 4,5,6,7,8,9 et 10 sont les démos du cinquième album qui était en préparation lorsque Fish quitte le groupe en 1988.

## Musiciens
- Fish: chant
- Mark Kelly : claviers
- Ian Mosley : batterie, percussions
- Steve Rothery : guitares
- Pete Trewavas : basse

### Musiciens additionnels
- Tessa Niles : seconde voix sur Warm Wet Circles  et The Last Straw .
- Christopher Robin Kimsey : chœurs sur Incommunicado
- John Cavanagh "Dr. Finlay" : voix sur Torch Song

## Charts et certifications
| Pays         | Durée du classement | Meilleur classement |
| ------------ | ------------------- | ------------------- |
| Allemagne    | 24 semaines         | 3e                  |
| Autriche     | 4 semaines          | 16e                 |
| Belgique (W) | 1 semaine           | 119e                |
| Canada       | 9 semaines          | 81e                 |
| États-Unis   | 11 semaines         | 103e                |
| France       | 8 semaines          | 20e                 |
| Italie       | -                   | 20e                 |
| Norvège      | 10 semaines         | 4e                  |
| Pays-Bas     | 19 semaines         | 3e                  |
| Royaume-Uni  | 15 semaines         | 2e                  |
| Suède        | 5 semaines          | 9e                  |
| Suisse       | 12 semaines         | 3e                  |

| Pays        | Certification | Ventes    | Date       |
| ----------- | ------------- | --------- | ---------- |
| Allemagne   | Or            | 250 000 + | 1990       |
| Royaume-Uni | Or            | 100 000 + | 25/06/1987 |

Charts singles
| Année | Single           | Chart                  | Durée du classement | Position |
| ----- | ---------------- | ---------------------- | ------------------- | -------- |
| 1987  | Incommunicado    | UK Singles Chart       | 7 semaines          | 6e       |
| 1987  | Incommunicado    | Single Top 100         | 10 semaines         | 22e      |
| 1987  | Incommunicado    | Mainstream Rock Tracks | —                   | 24e      |
| 1987  | Incommunicado    | Mega Top 50            | 10 semaines         | 25e      |
| 1987  | Incommunicado    | Schweizer Hitparade    | 3 semaines          | 23e      |
| 1987  | Sugar Mice       | UK Singles Chart       | 7 semaines          | 22e      |
| 1987  | Sugar Mice       | Single Top 100         | 4 semaines          | 59e      |
| 1987  | Sugar Mice       | Mega Top 50            | 5 semaines          | 45e      |
| 1987  | Warm Wet Circles | UK Singles Chart       | 7 semaines          | 22e      |
| 1987  | Warm Wet Circles | Mega Top 50            | 4 semaines          | 67e      |